# Osova, Kostopil
Osova (în ucraineană Осова) este un sat în comuna Malîi Mîdsk din raionul Kostopil, regiunea Rivne, Ucraina.

## Demografie
Componența lingvistică a localității Osova
     Ucraineană (100%)
Conform recensământului din 2001, toată populația localității Osova era vorbitoare de ucraineană (100%).